# Рох, Франц
Франц Рох (нем. Franz Roh; 21 февраля 1890, Апольда — 30 декабря 1965, Мюнхен) — немецкий искусствовед, фотограф и художественный критик, известный, в частности, как наиболее вероятный автор термина «магический реализм», хотя и употреблённого в значении, далёком от современного.

## Биография
Франц Рох изучал философию, историю, литературу и искусство в университетах Берлина, Лейпцига и Мюнхена. В 1916—1919 — ассистент Генриха Вёльфлина в семинаре по истории искусства в Мюнхенском университете, в 1919 защитил докторскую диссертацию «Голландская живопись XVII века» (нем. Holländische Malerei des 17. Jahrhunderts). Одновременно активно интересовался новейшим изобразительным искусством, выступал как арт-критик в ряде мюнхенских изданий, общался с такими фигурами художественной жизни Германии, как Курт Швиттерс, Макс Эрнст, Георг Гросс, Вилли Баумейстер. Выступал как автор фотоколлажей. В 1925. выпустил монографию «Постэкспрессионизм — магический реализм: Проблемы новейшей европейской живописи» (нем. Nach-Expressionismus – Magischer Realismus: Probleme der neuesten europäischen Malerei), в которой, пользуясь интеллектуальным инструментарием феноменологии и философии Мартина Хайдеггера, приветствовал возвращение визуального искусства к фигуративности, в лице постэкспрессионизма, и проводил мысль о том, что искусство вновь получило возможность выполнять свою важную функцию — позволять человеку с интересом воспринимать окружающий мир во всей его независимости. В 1929 вышел составленный им фотоальбом различных авторов «Фотоглаз. 76 современных снимков» (нем. Foto-Auge. 76 Fotos der Zeit; переиздан в 1973).
Во времена национал-социализма Рох, расцененный новыми властями как пропагандист так называемого «дегенеративного искусства», был практически лишён возможности преподавать и публиковаться, некоторое время провёл в заключении. За это время он написал книгу «Непризнанный художник: история и теория культурного непонимания» (нем. Der Verkannte Künstler: Geschichte und Theorie des kulturellen Mißverstehens; опубликована 1948, переиздана 1993). В 1958 увидела свет монография Роха «История немецкого искусства с 1900 года до наших дней» (нем. Geschichte der Deutschen Kunst von 1900 bis zur Gegenwart). В послевоенные годы Рох также выставлялся как автор коллажей и действовал как галерист, в том числе совместно со своей женой Юлианой Рох.